# Ґондер
Ґо́ндер (амх. ጎንደር) — місто в Ефіопії, в регіоні Амхара. Є центром історичної провінції Бегемдер-і-Сем'єн.

## Історія
Місто заснував негус Фасілідес близько 1635 року. Він збудував там сім церков — у тому числі Фіт-Мікаель та Фіт-Або. За його рішенням 1638 року Ґондер став столицею Ефіопії — був нею до 1855 року.
У місті збереглись фортеця Фасіл-Геббі, зведена за участі португальських інженерів та архітекторів, висока міська стіна із дванадцятьма вежами, понад сорок християнських церков, середньовічні синагоги, а також лазні Фасілідеса й Кусквам.
23 січня 1888 року Ґондер захопили й розграбували суданські «дервіші» Абдаллахі ібн-Мухаммеда. Усі церкви спалили фанатики.
1979 року Фасіл-Геббі та вся область Ґондера були включені до списку Світової спадщини ЮНЕСКО.

## Географія
Місто розташовано за 30 км на північ від озера Тана, на висоті 2132 м над рівнем моря.

## Клімат
| Клімат Ґондера          | Клімат Ґондера | Клімат Ґондера | Клімат Ґондера | Клімат Ґондера | Клімат Ґондера | Клімат Ґондера | Клімат Ґондера | Клімат Ґондера | Клімат Ґондера | Клімат Ґондера | Клімат Ґондера | Клімат Ґондера | Клімат Ґондера |
| Показник                | Січ.           | Лют.           | Бер.           | Квіт.          | Трав.          | Черв.          | Лип.           | Серп.          | Вер.           | Жовт.          | Лист.          | Груд.          | Рік            |
| Середній максимум, °C   | 27,1           | 28,3           | 29,4           | 29,4           | 28,2           | 25,3           | 22,6           | 22,5           | 24,5           | 25,8           | 26,1           | 26,4           | 26,3           |
| Середня температура, °C | 18,8           | 20,1           | 21,7           | 21,8           | 21,2           | 19,2           | 17,6           | 17,5           | 18,3           | 18,7           | 18,6           | 18,3           | 19,3           |
| Середній мінімум, °C    | 10,5           | 11,9           | 13,9           | 14,3           | 14,2           | 13,1           | 12,7           | 12,4           | 12,1           | 11,6           | 11,0           | 10,2           | 12,3           |
| Норма опадів, мм        | 5.1            | 4.2            | 20.2           | 35.8           | 86.6           | 149.5          | 321.0          | 294.7          | 125.0          | 58.3           | 24.5           | 10.2           | 1135.1         |
| ----------------------- | -------------- | -------------- | -------------- | -------------- | -------------- | -------------- | -------------- | -------------- | -------------- | -------------- | -------------- | -------------- | -------------- |
| Джерело: ,              |                |                |                |                |                |                |                |                |                |                |                |                |                |

## Населення
За даними Центрального статистичного агентства Ефіопії станом на 2007 рік населення міста становило 207 044 особи, з них 98 120 чоловіків і 108 924 жінки. 84,2 % населення є прибічниками Ефіопської православної церкви; 11,8 % — мусульмани й 1,1 % — протестанти.
За даними перепису 1994 року населення Ґондера налічувало 112 249 осіб. Основні етнічні групи: амхарці (88,91 %), тиграї (6,74 %) та кемант (2,37 %), всі решта складають 1,98 % населення. 94,57 % населення вважали рідною мовою амхарську; 4,67 % — тигринья та 0,76 % — інші мови.

## Відомі особистості
У місті народились:
- Аббі Лакев — ефіопська співачка.
- Фрят Ємане — ефіопська акторка та модель.

## Міста-побратими
- Корвалліс, США
- Монтґомері, США
- Рішон-ле-Ціон, Ізраїль